# Plopp (Medienpreis)
Der Plopp (Eigenschreibweise: PLOPP!) war ein Hörspiel- und Featurewettbewerb, der von 2000 bis 2008 jährlich von der Berliner Akademie der Künste veranstaltet wurde. Er richtete sich an die „Szene unabhängiger Hörspielmacher“. Der zugehörige Preis (auch Plopp-Award genannt) wurde im Rahmen eines offenen Wettbewerbs für Autorenproduktionen vergeben. Seit 2005 gab es mit dem Plopp-Doku eine zweite Auszeichnung, die speziell für das Genre Radio-Feature gedacht war.
Der Name des Wettbewerbs sei „in Anlehnung an jenes Geräusch“ entstanden, „das beim unsachgemäßen Besprechen eines Mikrofons entsteht“, schrieb Hermann Bohlen. Anderen gilt er als Kurzform für „Public Listening Of Private Productions“ („öffentliches Hören privater Produktionen“). Die Schreibweise des Namens variiert von „Plopp“ bis „PLOPP*!-Award“.

## Preisträger
- 2000: Antje Vowinckel: Bastia-Ruckzuck-Krawumm
- 2001: Claudia Weber: Schrottplatz
- 2002: Robert Weber: Hinter jeder Ecke ein Heckenschütze vom Arbeitsamt
- 2003: Ina Kleine-Wiskott: Nächster Halt
- 2004: Joachim Rohloff: Folgen Sie den roten Punkten
- 2005:
  - Hörspiel: Michael Fersch/Jan Bischof: 20.000 Nanometer unter der Erde
  - Feature: Robert Schoen: Sibylle
- 2007: Claudia Kattanek: Pendel, Baby - ein Intercityintermezzo
- 2008 (zwei 1. Preise):
  - Andrea Rothenburg/Sarah Weckert: Toilettentöne aus Berlin
  - AstroMedya (Maike Mumm / Benedikt Strunz / Felix Engel): Mythos Mobbing - Vom Negativtrend zur Betriebsphilosophie